# Specie di Pentacalia
Elenco delle 151 specie di  Pentacalia:

## A
- Pentacalia aedoi  J.Calvo & Buira
- Pentacalia albotecta (Cuatrec.) Cuatrec.
- Pentacalia andrei (Greenm.) Cuatrec.
- Pentacalia arborea (Kunth) H.Rob. & Cuatrec.
- Pentacalia asplundii (Cabrera) Cuatrec.
- Pentacalia axillariflora  S.Díaz & Pedraza

## B
- Pentacalia bacopoides (Greenm. & Cuatrec.) Cuatrec.
- Pentacalia badilloi (Cuatrec.) Cuatrec.
- Pentacalia balsasana  Cuatrec. & H.Rob.
- Pentacalia basitruncata  J.Calvo & H.Beltrán
- Pentacalia beckii (Cabrera) Cuatrec.
- Pentacalia brenesii (Greenm. & Standl.) Pruski
- Pentacalia breviligulata (Hieron.) Cuatrec.
- Pentacalia buchtienii (Greenm.) Cuatrec.

## C
- Pentacalia cadiriensis (Cuatrec.) Cuatrec.
- Pentacalia caliana (Cuatrec.) Cuatrec.
- Pentacalia calyculata (Greenm. ex Donn.Sm.) H.Rob. & Cuatrec.
- Pentacalia campii (Cuatrec.) Cuatrec.
- Pentacalia candelariae (Oerst.) H.Rob. & Cuatrec.
- Pentacalia caracasana (Klatt) Cuatrec.
- Pentacalia carchiensis (Cuatrec.) Cuatrec.
- Pentacalia cardenasii (Cuatrec.) Cuatrec.
- Pentacalia carmelana  H.Rob. & Cuatrec.
- Pentacalia carmelitana  S.Díaz & Rodr.-Cabeza
- Pentacalia carpishensis (Cuatrec.) Cuatrec.
- Pentacalia cazaletii  H.Rob. & Cuatrec.
- Pentacalia chachapoyensis (Greenm.) Cuatrec.
- Pentacalia chaquiroensis (Greenm.) Cuatrec.
- Pentacalia chiribogae (Cabrera) A.Granda & J.Calvo
- Pentacalia cobrensis (Cuatrec.) Cuatrec.
- Pentacalia comarapensis (Cabrera) Cuatrec.
- Pentacalia corazonensis (Hieron.) Cuatrec.
- Pentacalia cuatrecasasiana  S.Díaz
- Pentacalia cutervonis  H.Rob. & Cuatrec.

## D
- Pentacalia danielis (Cuatrec.) Cuatrec.
- Pentacalia davidsmithii  H.Rob. & Cuatrec.
- Pentacalia decomposita (Sch.Bip. ex Hieron.) Cuatrec.
- Pentacalia desiderabilis (Vell.) Cuatrec.
- Pentacalia diamantensis (Cuatrec.) Cuatrec.
- Pentacalia dictyophlebia (Greenm.) Cuatrec.
- Pentacalia diplostephioides (Cuatrec.) Cuatrec.
- Pentacalia disciformis (Hieron.) Cuatrec.
- Pentacalia divisoria (Cabrera) Cuatrec.
- Pentacalia dorrii  H.Rob. & Cuatrec.

## E
- Pentacalia ellipticifolia (Hieron.) Cuatrec.
- Pentacalia encanoana  S.Díaz & G.P.Méndez
- Pentacalia epidendra (L.O.Williams) H.Rob. & Cuatrec.
- Pentacalia epiphytica (Kuntze) Cuatrec.

## F
- Pentacalia floccosa (Britton) Cuatrec.
- Pentacalia freemanii (Britton & Greenm.) Cuatrec.

## G
- Pentacalia genuflexa (Greenm.) Cuatrec.
- Pentacalia gibbiflora (Cuatrec.) Cuatrec.
- Pentacalia gonocaulos (DC.) A.Granda & J.Calvo
- Pentacalia guambiana  S.Díaz
- Pentacalia guanentana  Rodr.-Cabeza & S.Díaz
- Pentacalia guerrerensis (T.M.Barkley) C.Jeffrey

## H
- Pentacalia hachana (Cuatrec.) Cuatrec.
- Pentacalia haticoensis (Cuatrec.) Cuatrec.
- Pentacalia haughtii (Cuatrec.) Cuatrec.
- Pentacalia herzogii (Cabrera) Cuatrec.
- Pentacalia hillii (Greenm.) Cuatrec.
- Pentacalia huallagana (Cuatrec.) Cuatrec.
- Pentacalia huilensis (Cuatrec.) Cuatrec.
- Pentacalia hurtadoi  H.Rob. & Cuatrec.

## I
- Pentacalia inornata  H.Rob.
- Pentacalia involuta (Klatt) Cuatrec.

## J
- Pentacalia jahnii (Cuatrec.) Cuatrec.
- Pentacalia jalcana (Cuatrec.) Cuatrec.
- Pentacalia jelskii (Hieron.) Cuatrec.

## L
- Pentacalia lewisii  H.Rob. & Cuatrec.
- Pentacalia lophophilus (Greenm.) Cuatrec.
- Pentacalia loretensis (Cuatrec.) Cuatrec.
- Pentacalia lucidissimus (Cuatrec.) Cuatrec.
- Pentacalia luteynorum  H.Rob. & Cuatrec.

## M
- Pentacalia magnusii (Hieron.) Cuatrec.
- Pentacalia matagalpensis  H.Rob.
- Pentacalia maynasensis  H.Rob. & Cuatrec.
- Pentacalia mikanioides  J.Calvo
- Pentacalia millei (Greenm.) Cuatrec.
- Pentacalia morazensis (Greenm.) H.Rob. & Cuatrec.
- Pentacalia moronensis  H.Rob. & Cuatrec.
- Pentacalia mucronatifolia  H.Rob. & Cuatrec.

## N
- Pentacalia napoensis  H.Rob. & Cuatrec.
- Pentacalia neblinensis  Pruski
- Pentacalia nunezii  H.Rob. & Cuatrec.

## O
- Pentacalia ochracea  J.Calvo & H.Beltrán
- Pentacalia odorata  S.Díaz & G.P.Méndez
- Pentacalia oronocensis (DC.) Cuatrec.

## P
- Pentacalia pailasensis  H.Rob. & Cuatrec.
- Pentacalia paipana  Rodr.-Cabeza & S.Díaz
- Pentacalia palaciosii  H.Rob. & Cuatrec.
- Pentacalia parasitica (Hemsl.) H.Rob. & Cuatrec.
- Pentacalia pavonii (Wedd.) Cuatrec.
- Pentacalia petiolincrassata (Cabrera & Zardini) H.Beltrán
- Pentacalia phanerandra (Cufod.) H.Rob. & Cuatrec.
- Pentacalia phelpsiae (Cuatrec.) Cuatrec.
- Pentacalia phorodendroides (L.O.Williams) H.Rob. & Cuatrec.
- Pentacalia pomacochana (Cuatrec.) Cuatrec.
- Pentacalia popayanensis (Hieron.) Cuatrec.
- Pentacalia poyasensis (Cuatrec.) Cuatrec.
- Pentacalia psidiifolia (Rusby) Cuatrec.
- Pentacalia ptariana (Cuatrec.) Cuatrec.
- Pentacalia purpurivenosa (Cuatrec.) Cuatrec.

## R
- Pentacalia retroflexa  S.Díaz
- Pentacalia ricoensis (Cuatrec.) Cuatrec.
- Pentacalia riotintis (Cuatrec.) Cuatrec.
- Pentacalia robertii  S.Díaz & Obando
- Pentacalia ruficaulis (Greenm. & Cuatrec.) Cuatrec.
- Pentacalia rufohirsuta (Cabrera) Cuatrec.
- Pentacalia rugosa (Cuatrec.) Cuatrec.

## S
- Pentacalia sagasteguii  H.Rob. & Cuatrec.
- Pentacalia scortifolia (Greenm.) Cuatrec.
- Pentacalia sevillana (Cuatrec.) Cuatrec.
- Pentacalia silvascandens (Cuatrec.) Cuatrec.
- Pentacalia sinforosi  S.Díaz & G.P.Méndez
- Pentacalia sisavitensis  S.Díaz & Obando
- Pentacalia sonsonensis (Cuatrec.) Cuatrec.
- Pentacalia stergiosii  V.M.Badillo
- Pentacalia streptothamna (Greenm.) H.Rob. & Cuatrec.
- Pentacalia subdiscolor  H.Rob.
- Pentacalia subglomerosa (Greenm.) Cuatrec.
- Pentacalia suboppositifolia (Cuatrec.) Cuatrec.
- Pentacalia supernitens (Cuatrec.) Cuatrec.
- Pentacalia sylvicola (Greenm.) Cuatrec.

## T
- Pentacalia tablensis (Cabrera) Cuatrec.
- Pentacalia tarapotensis (Cabrera) Cuatrec.
- Pentacalia theifolia (Benth.) Cuatrec.
- Pentacalia tingoensis (Cabrera & Zardini) A.Granda & J.Calvo
- Pentacalia todziae  H.Rob. & Cuatrec.
- Pentacalia tomasiana (Cuatrec.) Cuatrec.
- Pentacalia tonduzii (Greenm.) H.Rob. & Cuatrec.
- Pentacalia trianae (Klatt) Cuatrec.
- Pentacalia tropicalis (Cabrera) C.Jeffrey

## U
- Pentacalia ucumariana  S.Díaz & G.P.Méndez
- Pentacalia ullucosana (Hieron.) S.Díaz & Cuatrec.
- Pentacalia urbani (Hieron.) Cuatrec.
- Pentacalia uribei  Cuatrec.
- Pentacalia urubambensis (Cabrera) Cuatrec.

## V
- Pentacalia vallejiana  Sagást. & E.Rodr.
- Pentacalia vargasiana (Cabrera) H.Rob. & Cuatrec.
- Pentacalia veleziae  S.Díaz & Cuatrec.
- Pentacalia venturae (T.M.Barkley) C.Jeffrey
- Pentacalia vicelliptica (Cuatrec.) Cuatrec.
- Pentacalia vulpinaris (Cuatrec.) Cuatrec.

## W
- Pentacalia weinmannifolia (Cuatrec.) Cuatrec.
- Pentacalia wilburii  H.Rob.
- Pentacalia wurdackii (Cuatrec.) Cuatrec.

## Y
- Pentacalia yanetharum  S.Díaz & Obando
- Pentacalia yapacana (Aristeg.) Cuatrec.

## Z
- Pentacalia zakii  H.Rob. & Cuatrec.
- Pentacalia zamorana  H.Rob. & Cuatrec.